# Kwarcowy sjenit
Sjenit kwarcowy (Syenit kwarcowy) – kwaśna skała magmowa o pochodzeniu głębinowym. Kwarcowy sjenit zaliczany jest do skał jawnokrystalicznych. Najczęściej barwy szarej, ciemnoszarej lub czarnej. Zawiera 5-20% kwarcu. Na diagramie klasyfikacyjnym QAPF kwarcowy sjenit zajmuje siódme pole.
- Struktura: średniokrystaliczna.
- Skład mineralny: skalenie (głównie ortoklaz oraz plagioklazy), kwarc, amfibole, pirokseny, biotyt. Minerały akcesoryczne, to: apatyt, cyrkon, ilmenit, rutyl, tytanit.

Nazwa pochodzi od greckiej nazwy Asuanu - Syene oraz od występowania kwarcu.